# Seogwipo
Seogwipo (en hangul, 서귀포시; en hanja, 西歸浦市; romanización revisada, Seogwipo-si; McCune-Reischauer, Sŏgwip'o-si; pronunciado [sʰʌɡɥipʰo]) es una ciudad de la provincia de Jeju, Corea del Sur, en el isla de Jeju en la isla volcánica de dicho nombre.
Cuenta con una población estimada de 155.691 habitantes (2011). En 2002 fue una de las ciudades-sede de la Copa del Mundo de Fútbol.

## Clima
| Parámetros climáticos promedio de Seogwipo (1981−2010) | Parámetros climáticos promedio de Seogwipo (1981−2010) | Parámetros climáticos promedio de Seogwipo (1981−2010) | Parámetros climáticos promedio de Seogwipo (1981−2010) | Parámetros climáticos promedio de Seogwipo (1981−2010) | Parámetros climáticos promedio de Seogwipo (1981−2010) | Parámetros climáticos promedio de Seogwipo (1981−2010) | Parámetros climáticos promedio de Seogwipo (1981−2010) | Parámetros climáticos promedio de Seogwipo (1981−2010) | Parámetros climáticos promedio de Seogwipo (1981−2010) | Parámetros climáticos promedio de Seogwipo (1981−2010) | Parámetros climáticos promedio de Seogwipo (1981−2010) | Parámetros climáticos promedio de Seogwipo (1981−2010) | Parámetros climáticos promedio de Seogwipo (1981−2010) |
| Mes                                                    | Ene.                                                   | Feb.                                                   | Mar.                                                   | Abr.                                                   | May.                                                   | Jun.                                                   | Jul.                                                   | Ago.                                                   | Sep.                                                   | Oct.                                                   | Nov.                                                   | Dic.                                                   | Anual                                                  |
| ------------------------------------------------------ | ------------------------------------------------------ | ------------------------------------------------------ | ------------------------------------------------------ | ------------------------------------------------------ | ------------------------------------------------------ | ------------------------------------------------------ | ------------------------------------------------------ | ------------------------------------------------------ | ------------------------------------------------------ | ------------------------------------------------------ | ------------------------------------------------------ | ------------------------------------------------------ | ------------------------------------------------------ |
| Temp. máx. media (°C)                                  | 10.7                                                   | 11.6                                                   | 14.4                                                   | 18.5                                                   | 22.0                                                   | 24.6                                                   | 28.3                                                   | 30.1                                                   | 27.4                                                   | 23.4                                                   | 18.2                                                   | 13.2                                                   | 20.2                                                   |
| Temp. media (°C)                                       | 6.8                                                    | 7.8                                                    | 10.6                                                   | 14.8                                                   | 18.6                                                   | 21.7                                                   | 25.6                                                   | 27.1                                                   | 23.9                                                   | 19.3                                                   | 14.1                                                   | 9.3                                                    | 16.6                                                   |
| Temp. mín. media (°C)                                  | 3.6                                                    | 4.4                                                    | 7.1                                                    | 11.3                                                   | 15.3                                                   | 19.2                                                   | 23.5                                                   | 24.6                                                   | 21.1                                                   | 15.9                                                   | 10.6                                                   | 5.9                                                    | 13.5                                                   |
| Precipitación total (mm)                               | 61.0                                                   | 77.1                                                   | 131.2                                                  | 174.9                                                  | 205.8                                                  | 276.9                                                  | 309.8                                                  | 291.6                                                  | 196.6                                                  | 81.6                                                   | 71.4                                                   | 45.1                                                   | 1923.0                                                 |
| Días de precipitaciones (≥ 0.1 mm)                     | 10.3                                                   | 9.5                                                    | 11.0                                                   | 10.5                                                   | 10.7                                                   | 12.9                                                   | 14.3                                                   | 14.2                                                   | 10.3                                                   | 6.1                                                    | 7.4                                                    | 8.1                                                    | 125.3                                                  |
| Horas de sol                                           | 152.2                                                  | 152.6                                                  | 174.0                                                  | 190.9                                                  | 199.0                                                  | 144.2                                                  | 142.1                                                  | 184.2                                                  | 176.1                                                  | 207.1                                                  | 170.5                                                  | 161.8                                                  | 2054.7                                                 |
| Humedad relativa (%)                                   | 62.8                                                   | 62.1                                                   | 62.4                                                   | 64.5                                                   | 69.9                                                   | 78.2                                                   | 84.1                                                   | 79.0                                                   | 72.5                                                   | 63.9                                                   | 63.2                                                   | 62.2                                                   | 68.7                                                   |
| Fuente: Korea Meteorological Administration            |                                                        |                                                        |                                                        |                                                        |                                                        |                                                        |                                                        |                                                        |                                                        |                                                        |                                                        |                                                        |                                                        |